# Базарно-Кеньшенский сельсовет
Базарно-Кеньшенский сельсовет — муниципальное образование со статусом сельского поселения в Никольском районе Пензенской области Российской Федерации.
Административный центр — село Базарная Кеньша.

## История
Статус и границы сельского поселения установлены Законом Пензенской области от 2 ноября 2004 года № 690-ЗПО «О границах муниципальных образований Пензенской области».

## Население
| 2002 | 2010 | 2012 | 2013 | 2014 | 2015 | 2016 |
| ---- | ---- | ---- | ---- | ---- | ---- | ---- |
| 547  | ↘407 | ↘400 | ↘397 | ↘370 | ↘365 | ↘357 |
| 2017 | 2018 | 2021 |      |      |      |      |
| ↘347 | ↘328 | ↘289 |      |      |      |      |

## Состав сельского поселения
| № | Населённый пункт | Тип населённого пункта       | Население |
| - | ---------------- | ---------------------------- | --------- |
| 1 | Базарная Кеньша  | село, административный центр | ↗300      |
| 2 | Лопуховка        | село                         | ↘107      |